# Télécabine de Caron
Ne doit pas être confondu avec Télécabine d'Orelle-Caron ou Téléphérique de la Cime Caron.
La télécabine de Caron est une télécabine de France située en Savoie, sur la commune des Belleville dans la vallée de la Tarentaise.

## Tracé
Depuis Val Thorens au niveau de la télécabine du Cairn, la télécabine de Caron dessert ensuite le bas de la cime Caron, permettant d'emprunter le téléphérique de la Cime Caron.

Elle a été construite, dans sa version actuelle, en 2007.